# Sigurd Asmundsen
Sigurd Asmundsen, född 18 september 1871, död 1934, var en norsk skådespelare. Han var son till skådespelaren Jacob Hveding Asmundsen och Rosa Anna Charlotte Bal-dani. Han var från 1897 gift med Bolly Frances Schou.
Asmundsen scendebuterade 1891 och var 1899–1934 engagerad vid Nationaltheatret. År 1898 grundade han Norsk Skuespillerforbund.
Sigurd Asmundsen ligger begravd på Vår Frelsers gravlund i Oslo.